# Stenorhopalus monsalvei
Stenorhopalus monsalvei là một loài bọ cánh cứng trong họ Cerambycidae.